# فاراس هرولی
فاراس هرولی (همچنین به عنوان "واروس" شناخته می‌شود) فرمانده قرن ششم نیروهای هرولی وفادار به بیزانس بود که به طور خلاصه در روایت پروکوپیوس از جنگ های ژوستینین نقش دارد. 
ادوارد گیبون در انحطاط و سقوط امپراتوری روم اشاره می‌کند که فاراس افسری بود که به دلیل «راستگویی و متانت» خود مشهور بود. 

## فرماندهی در برابر ایرانیان در قلعه دارا
در سال ۵۳۰، پروکوپیوس می‌گوید، واراس و نیروهایش از روم در دارا در برابر تهاجم پارسیان به بیزانس (۵۲۶-۵۳۰) حمایت کردند. در آنجا او ۳۰۰ هرولی را در ابتدا به عنوان مدافع در برابر پیاده نظام و سواره نظام ایرانی و سپس در یک حمله جناحی پنهان علیه نیروهای عقب ایرانی رهبری کرد. 

## رهگیری و دستگیری گلیمر شاه وندال‌ها
در ۵۳۳-۴۳، فاراس پادشاه وندال جلیمر را که پس از متحمل شدن شکست در نبرد تریکاماروم ، تلاش می‌کرد از آفریقا به اسپانیا فرار کند، متوقف کرد. فاراس گلیمر را به مدت سه ماه در کوه های پاپوان در شمال آفریقا محاصره کرد. فاراس به گلیمر نامه نوشت و از او خواست که تسلیم شود و تضمین کرد که امپراتور ژوستینیان با او رفتار خوبی خواهد داشت.
بر اساس ترجمه گیبون از پروکوپیوس، واراس نوشت: «من هم مثل خودت، یک بربر بی‌سواد هستم، اما به زبان ساده و دل صادق صحبت می‌کنم. چرا در لجبازی ناامیدانه پافشاری می‌کنید؟ چرا خودت، خانواده و ملتت را خراب می‌کنی؟ عشق به آزادی و بیزاری از بردگی؟ افسوس! عزیزترین گلیمر من، آیا تو بدترین بردگان، برده ملت پست مورها نیستی؟ آیا بهتر نیست که در قسطنطنیه زندگی فقیرانه و بندگی را حفظ کنیم، به جای سلطنت بر پادشاه بی‌شک کوه پاپوآ؟ آیا به نظر شما این مایه شرمساری است که موضوع ژوستینین باشد؟ بلیساریوس موضوع اوست. و ما خودمان که ولادتش کمتر از شما نیست، از اطاعت خود از امپراتور روم شرمنده نیستیم. آن شاهزاده سخاوتمند ارثی غنی از زمین‌ها، جایگاهی در مجلس سنا و منزلت پاتریسیان به شما عطا خواهد کرد: نیات کریمانه او چنین است، و شما می‌توانید با اطمینان کامل به سخنان بلیساریوس اعتماد کنید. تا زمانی که بهشت ما را به رنج محکوم کرده است، صبر یک فضیلت است. اما اگر پیشنهادی رهایی را رد کنیم، به ناامیدی کور و احمقانه تبدیل می‌شود.» 
گلیمر ابتدا نپذیرفت اما بعداً تسلیم ژنرال بلیساریوس شد که او را از نبرد تریکامارون تعقیب کرده بود و به فاراس پیوست.